# Agyneta arietans
Agyneta arietans är en spindelart som först beskrevs av O. Pickard-Cambridge 1872.  Agyneta arietans ingår i släktet Agyneta och familjen täckvävarspindlar. Inga underarter finns listade i Catalogue of Life.